# Station Zolleiche
Station Zolleiche is een spoorwegstation voor het goederenvervoer in de Duitse plaats Morbach. Het station werd in 1908 geopend.